# Хазарейци
Хазарейците (на персийски: هزاره; на хазара: آزره) са етническа група и коренното население на региона Хазараджат в централната част на Афганистан. Говорят хазара, диалект на дари, който от своя страна е вариант на персийския и един от двата официални езика в Афганистан.
Те са преимуществено шиитски мюсюлмани и представляват третата най-голяма етническа група в Афганистан. Те, също така, представляват и значително малцинство в съседен Пакистан, където наброяват между 650 000 и 900 000 души, живеещи основно в и около град Куета.

## Произход
Произходът на хазарейците все още не е напълно ясен. Значително потекло от вътрешността на Азия (тюрки, монголци) не е възможно, тъй като физическите характеристики на хазарейците, структурата на лицевите кости и части от културата и езика наподобяват тези на монголците и тюрките. Следователно, популярна теза е, че хазарейците имат монголски корени. Генетичен анализ на хазарейците сочат към частично монголско потекло. Нахлуващите монголци и тюрки са се смесили с местните ирански народи, образувайки отделна група.
Счита се, че хазарейската идентичност в Афганистан се образува след обсадата на Бамян през 1221 г. Първото споменаване за тях е от Захиредин Бабур в началото на 16 век. Смята се, че те приемат шиитския ислям между края на 16 век и началото на 17 век.
Поради политическите вълнения в Афганистан от края на 20 век, много хазарейци мигрират в Иран. През 1990-те години много хазарейци биват подлагани на гонения от пущуни и таджики. Макар Афганистан да е една от най-бедните страни в света, регионът Хазараджат е поддържан още по-беден от предишните правителства на страната.

## Култура
Хазарейците извън Хазараджат са приели културата на населените места, които обитават, и в много случаи са пущунизирани или персианизирани. По традиция хазарейците са планински селски стопани и, макар и уседнали в Хазараджат, са запазили много от традициите си, някои от които са по-тясно свързани с тези в Централна Азия, отколкото с тези на афганистанските таджики. Например, много хазарейски музиканти са известни с уменията си за свирене на домбра, музикален инструмент, който се среща в Таджикистан и Узбекистан. Също така, хазарейците живеят повече в къщи, отколкото в палатки.
Хазарейците са организирани в различни племена, но след като влизат в състава на Афганистан, племенните принадлежности постепенно избледняват.